# Идрис из Годобери
Идрис из Годобери (Идрис Магомаев, годоб. МахIамалIи Идриси; ок. 1840, Годобери, Технуцальское общество — ок. 1910) — военный и административный деятель Дагестана XIX века, участник Кавказской войны на стороне имамата, командир отряда, впоследствии — наиб в системе российской администрации.

## Биография
Родился в ноябре в селении Годобери (ныне — Ботлихский район Дагестана) в семье годоберинца Магомы (Магомеда). Согласно одному из преданий, его мать происходила из аварского села Кеди, была вдовой местного нуцала и переехала в Годобери с малолетним сыном Амирхамзой, где вышла замуж за Магомеда. В этом браке и родился Идрис.
Благодаря связям с аварской знатью (через мать и сводного брата) он занял видное положение в горском обществе.
В период Кавказской войны Идрис присоединился к движению Шамиля, проявив себя как талантливый военачальник. Несмотря на молодость, он возглавлял отряд мюридов и участвовал в ряде сражений против российских войск. Его репутация храброго и умелого командира способствовала быстрому росту его авторитета в имамате. Идрис остался верен имаму вплоть до его пленения в Гунибе.
После окончания Кавказской войны начал службу в царской армии. Был назначен сначала наибом Тинди-Чамалальского наибства Андийского округа, затем Цатанихского наибства Аварского округа. На этих должностях он сумел заслужить репутацию мудрого и справедливого лидера, пользовавшегося уважением среди местного населения. Идрис из Годобери провел огромную работу в консолидации горского общества после разрухи Кавказской войны.
Идрису принадлежал хутор Беледи, где он содержал скот. Поскольку самостоятельно управлять хозяйством было сложно, он сдавал земли в аренду аварцам из селения Ансалта на договорных условиях.
Во время восстания 1877 года Идрис был одним из руководителей его подавления. Будучи дальновидным лидером, он прекрасно понимал, что новое вооружённое выступление против Российской империи обречено на провал и приведёт лишь к новым жертвам среди мирного населения. Его решение поддержать царскую администрацию, возможно, было продиктовано не столько личной выгодой, сколько стремлением уберечь свой народ от повторения кровавой трагедии 1810—1860-х годов. В этом контексте его действия можно расценивать как акт ответственности.
Скончался около в 1910 году.
Идрис из Годобери — пример гибкого и прагматичного лидера, который сумел сохранить влияние в переходную эпоху, сочетая традиционные горские ценности с необходимостью взаимодействия с новой властью.

## Семья
Был женат на Каримат, дочери Хаджиява Каратинского — казначея имама Шамиля. У Идриса и Каримат было несколько детей, самым известным из которых стал Ахмед-Наби — активный участник борьбы за независимость Кавказа.

## Память
Именем наиба Идриса названа одна из улиц его родового села Годобери Ботлихского района Дагестана.